# Gyiophis vorisi
Gyiophis vorisi (мулова змія Воріса) — вид змій родини гомалопсових (Homalopsidae). Ендемік М'янми.

## Поширення і екологія
Мулові змії Воріса мешкають у прісноводних заболочених лісах в дельті річки Іраваді. Ведуть водний спосіб життя.

## Збереження
МСОП класифікує цей вид як такий, що перебуває під загрозою зникнення. Gyiophis vorisi загрожує знищення природного середовища.